# N496 (België)
De N496 is een gewestweg in Geraardsbergen, België tussen de N495 en de N42.
De weg heeft een lengte van ongeveer 4 kilometer en verloopt via de Guilleminlaan, Lessensestraat en Grote Weg. De weg werd vroeger gebruikt om de UNAL-site te verbinden met de toegangswegen tot Geraardsbergen, namelijk N42 en N495. Maar sinds het wegtrekken van de "stekskesfabriek" is die site in onbruik geraakt.
De gehele weg bestaat uit twee rijstroken in beide rijrichtingen samen.